# دارين إلكنز
دارين إلكنز (بالإنجليزية: Darren Elkins) هو فنان قتال مختلط أمريكي، ولد في 16 مايو 1984 في هوبارت في الولايات المتحدة.

## وصلات خارجية
- دارين إلكنز على موقع يو إف سي (الإنجليزية)
- دارين إلكنز على موقع شيردوغ (الإنجليزية)
- دارين إلكنز على موقع Tapology.com (الإنجليزية)
- دارين إلكنز على موقع IMDb (الإنجليزية)
- دارين إلكنز على موقع قاعدة بيانات الفيلم (الإنجليزية)